# 江汉会馆
江汉会馆位于位于南京市建邺区上新河镇螺丝桥大街，是南京市文物保护单位之一。目前已进行过整体修复。由于城市建设需要，该建筑已平移至上新河中学内。